# Corbiculidae
Famille
Corbiculidae est une famille de mollusques bivalves. Cette famille n'est pas considérée valide par WoRMS, qui la considère comme un synonyme de Cyrenidae.

## Liste des genres
Selon ITIS (1 juin 2016)
- Corbicula Megerle von Mühlfeld, 1811
- Polymesoda Rafinesque, 1820